# تأمل تجاوزي

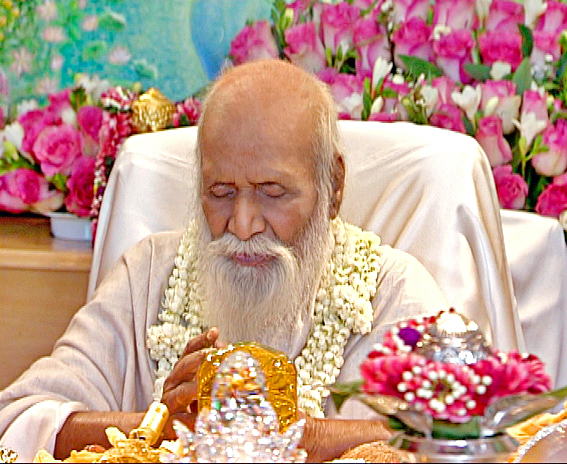

التأمل المتسامي أو التأمل التجاوزي (بالإنجليزية: Transcendental Meditation)‏ يقصد به نوع خاص من التأمل الذي يتجاوز الأفكار بواسطة المانترا يمسى تقنية التأمل المتسامي أو يقصد به حركة التأمل المتسامي أو حركة التأمل التجاوزي. التقنية والحركة ظهرتا في الهند على يد مهاريشي ماهش يوغي أواسط خمسينات القرن العشرين.
التقنية سهلة بسيطة وطبيعية تأخذ العقل الواعي إلى مستويات عميقة في داخلنا، وتجعله يتجاوز الأفكار ويختبر حالة الوعي الصافي، التي هي حالة لا محدودة من الوعي. عندما يختبر العقل حالة الوعي الصافي، يكسب الجسم راحة عميقة جداُ أعمق بكثير من راحة النوم العميق، ونتيجة لهذه الراحة العميقة، يبدأ الجسم في التخلص من الضغوط والإجهاد.

## تاريخها ومصدرها
التامل موجود منذ القدم، وكان يستخدمه الانبياء والمرسلين، كما حصل مع "النبي محمد صلى الله عليه وسلم" في غار حراء، حين نزل عليه الوحي، ولكن في العصر الحديث تطورت مفهوما وضمنا حيث
عدل هذه التقنية حكيم من الهند يدعى "مهاريشي ماهش يوغي" منذ العام 1956، وقد جال حول العالم واسس مراكز للتأمل التجاوزي في معظم البلدان. ترتكز التقنية على علوم الفيدا، وهي العلوم الهندية القديمة جداً والتي يعود تاريخها إلى أكثر من 25 ألف سنة قبل الميلاد. تشمل علوم الفيد مختلف المواضيع التي يحتاجها الإنسان لتسيير حياته، وكما أعاد إحيائها وتنظيمها مهاريشي ماهش يوغي، فهي تتضمن 40 جزء، كل جزء منها يشمل عدة كتب.
ضمن علوم الفيدا هنا علوم الطب المعروفة باسم أيورفيدا وعلوم الهندسة المعمارية المعروفة باسم استهاباتيا فيدا. كما تتضمن أيضاً علوم اليوغا التي منها أتت تقنية التأمل التجاوزي. كلمة يوغا باللغة العربية تعني التوحيد، ويقصد بذلك ربط المستويات السطحية المتحركة والديناميكية مع المستويات العميقة الساكنة في داخلنا والتي هي مصدر لكل طاقة وكل ديناميكية. للمزيد راجع هذه الصفحة

## ما هي تقنية التأمل التجاوزي؟
تمارس تقنية التأمل التجاوزي لمدة 20 دقيقة مرتين في اليوم. نجلس في وضع مريح ونغمض العنين. إن التقنية سهلة جداً يمكن لكل فرد أن يتعلمها ويمارسها. لا تتطلب التقنية أي مستوى علمي معين، أو أي معرفة مسبقة، لذلك يمكن تعلمها من قبل جميع الأشخاص من عمر خمسة إلى كل الأعمار. يمارسها الناس على اختلاف حضاراتهم ومعتقداتهم وأديانهم وثقافاتهم. إن برنامج مهاريشي للتأمل التجاوزي ليس بفلسفة ولا يتطلب أي اعتقاد أو سلوك أو نمط حياة مختلف.
تسمح تقنية التأمل التجاوزي للعقل أن يستقر في الداخل متجاوزاً التفكير ليختبر منبع الفكر - الإدراك الصافي الي يعرف أيضاً بالوعي التجاوزي. هذا هو المستوى الأكثر سكوناً والأكثر سلاماً للوعي - الذات الأعمق في داخلنا. في هذه الحالة من اليقظة المريحة، يعمل الدماغ بتماسك أكبر وبشكل ملحوظ كما يكسب الجسم راحة عميقة جداً. هناك أكثر من ستة ملايين شخص حول العالم تعلموا هذه التقنية السهلة والطبيعية - تعلما الناس من كل الأعمار والثقافات والأديان.
يوجد أكثر من 600 بحث علمي أجريت عن التقنية، وقد نفذت هذه الأبحاث في أكثر من 250 جامعة ومؤسسة علمية ومعاهد أبحاث في 33 بلد، منها هارفرد، ويو سي أل أي، وستانفرد. وقد تم نشر هذه الأبحاث في أكثر من مئة مجلة علمية مرموقة. توثق هذه النتائج أن التأمل التجاوزي هو التقنية الوحيدة والأكثر فعالية المتاحة من أجل اكتساب الإسترخاء العميق وإزالة الضغوط والإجهاد وازدياد الإبداع والذكاء وتحسّن الصحة ونيل السعادة الداخلية والاكتمال: وهذا ما يساهم مباشرة في توفير المنعة للوطن والسلام للعالم

## منافع التأمل التجاوزي
خلال ممارسة تقنية التأمل التجاوزي، يستقر العقل في الداخل متجاوزاً التفكير ليختبر منبع الفكر، المستوى الأكثر سكوناً وسلاماً للوعي–الذات الداخلية الأعمق في داخلنا، ما يجعل الجسم يختبر حالة فريد من الراحة العميقة. نتيجة لهذه الحالة من الراحة العميقة، تتحلل الضغوط والإجهاد العميقة المتجذرة فينا، ما يؤدي إلى تحسن شامل على مستويات حياتنا كافة؛ العقل والجسم والسلوك الاجتماعي والسلام العالمي.

### تنمية الطاقات العقلية
إن تقنية التأمل التجاوزي هي التكنولوجيا لكل فرد كي نصبح أكثر ابداعاً وأكثر طاقة وأكثر سعادة في داخلنا، فهي تكشف الذكاء الخلاق الداخلي لكل فرد. كل أنواع الذكاء الذي نستعرضه في حياتنا يأتي من الأفكاء والأفكار تأتي من مكان ما في أعماق ذاتنا.
نحن نحدد مركز الذكاء الخلاق في داخل كل فرد في منبع الفكر، خلف مجال النواحي المرهفة من التفكير - الوعي الصافي - خزان الذكاء الخلاق - الذي هو خزان للذكاء اللامحدود والطاقة اللامحدودة والإبداع اللامحدود. يقول علماء النفس أن الإنسان عامة، يستخدم جزء ضئيل من طاقته العقلية - فقط من 5 إلى 10 بالمائة. هذا ما يفسّر سبب عدم التمتع بالحياة بكل طاقتها.
تنمي تقنية التأمل التجاوزي الطاقة الفكرية بالكامل بطريقة طبيعية. يعرف الإنسان بكيفية عمل دماغه. إن وضوح الإدراك الذي ينمو من خلال تقنية التأمل التجاوزي هو شيء أساسي لكل فرد، بغض النظر عن تخصصه واهتماماته.
لقد أظهرت الدراسات العلمية أن الذين يمارسون تقنية التأمل التجاوزي يكسبون تحسنات كثيرة في طاقتهم العقلية منها:
- ازدياد الذكاء والإبداع
- تحسّن الذاكرة
- توسع مقدرة الفهم وتحسن القدرة على التركيز
- تحسن الأداء الأكاديمي
- فعالية أكبر وأكثر أنجازاً في الحياة المهنية
- مستويات أعلى من الخلق والابتكار
- فعالية أكبير في تعلّم المفاهيم الجديدة
- منطق أخلاقي يعتمد أكثر على المبادئ
- مستوى أعلى من الذكاء
- أقل عصابية
- زيادة الكفاءة في الجهاز العصبي

### تحسّن الصحة
إن حالة الراحة الفريدة من نوعها التي نكسبها خلال التأمل التجاوزي لا تساعد الجهاز العصبي على التخلص من التعب السطحي للعمل اليوم فحسب، بل هي تحلل الضغوط والإجهاد المتجذرة بعمق والمتراكمة في الجسم.
تحسّن تقنية التأمل التجاوزي وظائف الجهاز العصبي البدني كما تحسّن ترابطه مع العقل. تزداد الطاقة والفعالية في العمل، ويصبح الفرد قادراً على الإنجاز أكثر دون أن يحلل عليه التعب المرهق. إن التأمل التجاوزي هي التقنية الوحيدة والبسيطة التي يستطيع كل فرد إضافتها إلى الروتين اليومي للتمتع بالمنافع العميقة والطويلة الأمد للصحة وطول العمر.
تظهر الدراسات العلمية أن برنامج التأمل التجاوزي له فعالية كبيرة في الوقاية والعلاج من الأمراض والاضطرابات الفسيولوجية. هناك الآلاف من الأطباء حول العالم الذين يصفون ممارسة تقنية التأمل التجاوزي لمرضاهم. وموجز منافع التأمل التجاوزي في مجال الصحة هي:
- اعتدال ضغط الدم المرتفع عند الطلاب والمسنّنين
- انخفاض تصلب الشريانين وانخفاض مخاطر الإصابة بالسكتة الدماغية.
- انخفاض الكولسترول المنخفض
- انخفاض أوجاع الرأس المزمنة
- تحسينات في الأمراض الصدرية والربو
- تحسن مستوى السكري في الدم ومستوى الأنسولين
- تحسن صحة الجهاز الهضمي
- انخفاض دخول المستشفيات وزيارات الأطباء
- انخفاض المصاريف الطبيّة
- تحسن في آلام الظهر المزمنة والتهاب المفاصل الروماتويدي
- عمر بيولوجي أصغر بالمقارنة مع العمر الزمني
- انخفاض أرق النوم
- زيادة الطاقة وتحسنّ العافية

### تحسّن السلوك والتصرّف الاجتماعي
إن التصرف هو الوسيلة لتحقيق حاجات الفرد، فمن الضروري أن يتكلل كل سلوك وكل تصرف بالنجاح. يعتمد السلوك على القابلية على التقييم، والتي بدوره يعتمد على القابلية على التقدير، وأيضاً بدوره يعتمد على نوعية وصفات العقل والقلب.
يرتكز السلوك الاجتماعي المثالي على العطاء إلى الآخرين. من أجل أن نعطي بشكل طبيعي للآخرين من خلال حديثنا وأعمالنا وتصرفاتنا على كل واحد منا أن نشعر بالامتلاء والطمأنينة. يعيد برنامج التأمل التجاوزي التوازن إلى العقل والجسم معطياً راحة عميقة واختباراً مباشراً لحقل الغبطة الداخلية والتناغم والوحدة. ما يزيد تقدير الفرد لذاته وللآخرين وللبيئة المحيطة؛ وكنتيجة لذلك، يتصرف الفرد بشكل مفيد أكثر ومساعد أكثر وأكثر عطفاً وأكثر تقدماً.
يحسّن الفرد السعيد والسليم توعية البيئة حوله، والبيئة الأفضل بدورها نغني الفرد. للفرد له التأثير الحقيقي على الحياة في المجتمع والوطن والعالم.
تحسّن تقنية التأمل التجاوزي نوعية الحياة عند الفرد وتنمي السلوك الاجتماعي المثالي. إن السلوك هو التعبير عن نوعية الحياة الداخلية، الصفات الداخلية للوعي. في العمل من مستوى الإدراك اللامحدود، الذي ينمو من خلال التأمل التجاوزي، يسود التناغم في سلوكنا.
توثق الأبحاث العلمية العديدة منافع التأمل التجاوزي في مجال السلوك الاجتماعي المثالي:
- ازدياد التحقيق الذاتي
- تحسن العافية الداخلية
- ازدياد الثقة بالنفس
- ازدياد الثبات العاطفي والنضج
- مستوى أعلى من التصرف الخلقي
- ازدياد الصداقة والمودة
- تحسّن، الحياة العائلية
- ازدياد الصبر والتحمّل
- ازدياد تحسس مشاعر الآخرين
- التوجه في اتجاه القيم الإيجابية
- تقدير إيجابي للآخرين
- انخفاض انتكاسات المفرج عنه من السجون
- ازدياد الاستقلالية والاعتماد على الذات
- احترام أكبر للقيم التقليدية والاجتماعية

### نحقيق السلام العالمي
أن السلام العلمي هو الهدف الطويل الأمد للعديد من الأجيال؛ إلا أن جميع المحاولات من قبل الحكومات، أكانت من خلال المفاوضات أو المعاهدات أو السلاح والحروب، إلا أنها جميعها بائت بالفشل في تحقيق حالة دائمة من السلام. تفتقد الحكومات إلى المعرفة لكيفية استخدام الطاقة الوطنية لتحقيق هذا الهدف الأسمى.
هناك العديد من الدراسات العلمية التي تؤكد أن برنامج التأمل التجاوزي والبرامج المتقدمة (برنامج تي أم سيدهي) تلبي هذه الحاجة بوسيلة فعالة لخلق التناغم والسلام في المجتمع.
أظهرت الدراسات العلمية أنه في المدن والقرى حيث كان هناك عدد ضئيل يوازي 1% من عدد السكان يمارسون التأمل التجاوزي، انخفضت الاتجاهات السلبية في المجتمع، وزادت الاتجاهات الإيجابية. ونتائج الدراسات العلمية هي:
- انخفاض نسبة الإجرام
- تحسّن، نوعية الحياة في المجتمع
- تصرفات أكثر إيجابية من الرأساء في البلد
- تحسن الاتجاهات الاقتصادية
- تحسّن التعاون بين الدول
- انخفاض النزاعات الوطنية والدولية
- انخفاض النزاعات المسلحة
- انخفاض الإرهاب
- زيادة التقدم نحو السلام

## التأمل التجاوزي - تقنية فريدة بشكل جوهري
تتميّز تقنية التأمل التجاوزي عن غيرها من التقنيات بثلاثة طرق هامة:
1. التجاوز والتسامي -- دون أي جهد، تسمح تقنية التأمل التجاوزي للعقل أن يتجاوز ويتسامى، ليستقر في الداخل متجاوزاً لنطاق التفكير كي يختبر منبع الفكر - الوعي الصافي، المعروف أيضاً باسم الوعي التجاوزي. يصف علماء الدماغ والأعصاب هذه الحالة أنها حالة «اليقظة المريحة». هذا هو المستوى الأكثر سكوناً وأكثر سلاماً للوعي - الذات الداخلية في أعماقنا.

2. دون أي جهد -- تتميّز تقنية التأمل التجاوزي عن غيرها من التقنيات بأنها لا تعتمد طرق التركيز أو التبصر والتمعّن أو التحكّم بالعقل. هذا ما يجعلها سهلة التعلّم وممتعة في ممارستها.

3. ترتكز على الإثبات -- هناك كمية هائلة من الأبحاث المعلنة والتي توثق منافع التأمل التجاوزي في عدة مجالات، بما في ذلك انخفاض الضغوط والإجهاد والتوتر والقلق، وتحسن الصحة والوظائف الدماغية وزيادة تحقيق الذات.

## كيف نتعلم تقنية التأمل التجاوزي؟
تقنية التأمل التجاوزي سهلة التعلّم وتعطي منافع كثيرة على مدى الحياة. تعطى التقنية خلال دورة أولية من سبع خطوات تتضمن تعليمات شخصية، إضافة إلى متابعة شخصية وأيضاً اشتراك اختياري مدى الحياة، وذلك لضمان اكتساب المنافع الأقصى من الممارسة.
إن تقنية التأمل التجاوزي هي فريدة من نوعها نسبة إلى الأنواع الأخرى للتأمل. إنها طبيعية وبلا مجهود، لكنها تتضمن تعليمات شخصية كي نتعلمها. فهي تعلم بشكل شخصي وخاص من أستاذ(ة) للتأمل التجاوزي معتمد ومتدرب، وذلك في دورة من التعليمات وفقاً لمنهج محدد. تضمن هذه التعليمات الشخصية بأن يتعلم كل فرد ممارسة التأمل التجاوزي بشكل صحيح ليكسب المنافع القصوى.
تعطى دورة التأمل التجاوزي في ثلاثة مراحل وهي:
1. الخطوات السبع لتعلم التقنية:
- الخطوة الأولى: المحاضرة التمهيدية (ساعة واحدة)
- الخطوة الثانية: المحاضرة التحضيرية (45 دقيقة)
- الخطوة الثالثة: المقابلة الشخصية (15 دقيقة)
- الخطوة الرابعة: التعليم الشخصي (ساعة ونصف)
- الخطوات الخامسة إلى السابعة: دروس التحقق (ساعة ونصف)

2. المتابعة الشخصية:
خلال الأشهر الثلاثة التالية، سوف يكون هناك لقاءات مع أستاذ(ة) التامل التجاوزي - تحدد مرة واحدة كل 15 يوماً - للتحقق بأن ممارستك للتأمل التجاوزي هي صحيحة وللتأكد بأنك تكسب منافعها الكاملة.
3. اشتراك مدى الحياة:
كلما تحتاج لمراجعة طريقة الممارسة أو لتفحص صحة الممارسة بشكل شخصي، أو إذا كنت ترغب في الحصول على تعليمات وارشادات إضافية، سوف يكون ذلك متوفراً من دون أي كلفة. من المستحسن تفحص المماسة مرة في الشهر على الأقل خلال السنة الأولى. كما يمكنك المشاركة في نشاطات مراكز التأمل التجاوزي مثل المحاضرات المتقدمة ولقاءات المناسبات الخاصة ولقاءات التأمل الجماعي والاحتفالات.